# Bernhard Töpper
Bernhard Töpper (* 25. November 1944 in Breslau) ist ein deutscher  Jurist und Fernsehjournalist.

## Werdegang
Das Abitur bestand er 1965 an der Lutherschule Hannover. Er studierte Rechtswissenschaft in München und Göttingen und im Nebenfach Publizistikwissenschaft. Bereits als Student war er freier Mitarbeiter des ZDF-Landesstudios Niedersachsen in Hannover.
1974 wurde er nach dem zweiten juristischen Staatsexamen freier Mitarbeiter der ZDF-Redaktion Recht und Justiz, bevor er 1976 festangestellter Redakteur wurde. 1976 bis 1981 war er Assistent des ZDF-Chefredakteurs und danach Redakteur im heute-journal. 1982 wechselte er zur Redaktion der tele-illustrierte. Im Juni 1984 übernahm er die Leitung der Redaktion Recht und Justiz, der er bis zu seinem Ruhestand im Jahr 2009 vorstand. Ab 1990 moderierte er die Sendereihe Wie würden Sie entscheiden? und  ab 1993 zusätzlich das Magazin Recht brisant.  1998 erhielt er die Zulassung als Rechtsanwalt.

## Auszeichnungen
- 1985 Pressepreis des Deutschen Anwaltvereins
- 1992 Film- und Fernsehpreis des Hartmannbundes
- 2002 Regino-Fernsehpreis

## Publikationen (Auswahl)
- Andrea Nasemann; Bernhard Töpper: Guter Rat zum Mietvertrag : Begleitbuch zur ZDF-Rechtsserie „Wie würden Sie entscheiden?“ München : Dt. Taschenbuch-Verlag ; München : Beck, 1996, ISBN 3-423-05658-4
- Dieter Schwab; Bernhard Töpper: Meine Rechte bei Trennung und Scheidung : Begleitbuch zur ZDF-Rechtsserie „Wie würden Sie entscheiden?“ München : Dt. Taschenbuch-Verlag ; München : Beck, 1999, ISBN 3-406-45519-0
- Andreas Slizyk; Bernhard Töpper: Guter Rat zum Schmerzensgeld: Begleitbuch zur ZDF-Rechtsserie „Wie würden Sie entscheiden?“ München : Dt. Taschenbuch-Verlag ; München : Beck, 1996, ISBN 3-423-05659-2
- Imme Roxin; Bernhard Töpper: Mein Recht im Straf- und Bussgeldverfahren 1999, ISBN 3-406-45720-7